# Адрар-Ифорас
Адра́р-Ифора́с (фр. Adrar des Ifoghas) — плоскогорье на юге Сахары, в Северном Мали (область Кидаль). Граничит с равниной Тамесна на востоке, долиной Азавак на юге и пустыней Танезруфт на севере.
Название происходит от берберского «адаг» («адрар») — «горы» и «Ифора» — названия туарегского племени (Кель Ифорас).
Сложено древними гранитами. Средняя высота 700 м (наибольшая до 1000 м). Рельеф характеризуется широкими, мелкими долинами, усеянными грудами эродированных гранитных блоков. В долинах — уэдах, сохраняющих грунтовые воды, заросли ксерофитных злаков, в водосборных котловинах верховьях и в низовьях — саванны. На вершинах — горные пустыни.
Местные жители разводят верблюдов, зебу, в редких оазисах выращивают пшеницу, табак, перец, лук.
На территории плоскогорья находится ряд археологических памятников, в частности, наскальные рисунки, изображающие охотников, земледельцев, скотоводов. В 1927 французскими учёными Теодором Моно и Владимиром Беснаром близ форта Асселар был найден скелет неолитического человека («Асселарский человек»). В последнее время регион стал популярен среди любителей пешего туризма.
В начале 2013 года плато стало местом ожесточённых боевых действий в ходе антитеррористической операции «Сервал», проводимой французскими вооружёнными силами против исламистских боевиков.